# Maskirovka
Maskirovka (kyrillisk: маскировка, dansk: sløring) er en russisk militærdoktrin udviklet i starten af det 20. århundrede og løbende videreudviklet lige siden. Doktrinen dækker over militære vildledningsteknikker fra sløring til misinformationer på politisk niveau.
Teknikkerne inkluderer skjul, imitation med attrapper, falske troppebevægelser og misinformation. Den sovjetiske militærencyklopædi fra 1944 refererer til "måder at sikre kampoperationerne og en styrkes daglige aktiviteter, ved hjælp af forskellige mekanismer der skal forvirre, vildlede fjenden omkring venlige styrkers tilstedeværelse i et område og disses opbygning..." Senere versioner af doktrinen inkluderer også strategiske, politiske og diplomatiske manipulationer af "fakta", situationer og opfattelser med det formål at påvirke medierne og offentligheden for på denne måde at opnå eller tilvejebringe sine egne taktiske, strategiske, nationale eller internationale mål.
Vildledningsmanøvrer var en betydelig medvirkende grund til store sovjetiske sejre, såsom slaget ved Stalingrad, slaget ved Kursk og operation Bagration (i Hviderusland): I disse tilfælde opnåede man et overraskelsesmoment på trods af massive styrkeopbygninger på begge sider. Doktrinen har også været benyttet i fredstid, blandt andet i forbindelse med Cubakrisen, foråret i Prag og Krimkrisen.

## Doktrinens udvikling
Den russiske Maskirovka-doktrin er blevet udviklet over tid og det har flere implicitte betydninger. Det russiske ord маскировка (maskirovka) betyder bogstavligt talt sløring. Betydningen af ordet begyndte hurtigt at sprede sig fra eksempelvis at dække over at benytte røg til at sløre kamppladsen og andre metoder til at skjule manøvrer. Derfra begyndte det at dække over generel militær vildledning,

### Fortilfælde til Maskirovka
Kendte historiske fortilfælde strækker sig tilbage til længe før Sovjetunionen. Under Sengoku-æraen i Japan, skulle en daimyo ved navn Takeda Shingen (1521–1573) være i stand til at blive næsten uovervindelig i alle slag uden at være afhængig af skydevåben, da han var en ivrig læser af Sun Tzus Krigskunsten. Bogen inspirerede endda hans fane, Fūrinkazan" (Vind, skov, ild og bjerg), i betydningen hurtig som vinden, stille som skoven, vild som ilden og fast som bjerget. Vildledningsstrategien fra Krigskunsten skulle efter sigende være indgående studeret og flittigt brugt af KGB: "Jeg vil tvinge fjenden til at antage vores styrke er vores svaghed og vores svaghed er vores styrke og på den måde ændre hans styrke til svaghed".

### Før 2. verdenskrig
Den russiske hær havde en Maskirovka-skole der var aktiv frem til 1929. Maskirovka blev udviklet som en decideret militærdoktrin i løbet af 1920'erne. I 1924 udstedtes et overkommandodirektiv som kundgjorde at operativ maskirovka skulle, ifølge historikeren David Glantz, "være fokuseret på principperne af aktivitet, naturlighed, mangfoldighed, kontinuitet og skulle være baseret på hemmeligholdelse, imitationer, demonstrative hændelser og misinformation." Den Røde Hærs feltmanual fra 1929 beskriver hvordan overraskelse kan have en voldsom effekt på fjenden. Af denne grund bør alle troppemanøvrer udføres med den størst mulige hastighed og hemmeligholdelse." Hemmeligholdelsen af bevægelser skulle foretages ved hjælp af sløring, terrænet, hastighed, natte- og tågetransporter. I løbet af 1920'erne blev operativ Maskirovka udviklet og blev hurtig en af de vigtigste måder at skabe et overraskelsesmoment i felten" I løbet af 1930'erne placeredes yderligere fokus på Maskirovka. Man fokuserede på luftoverlegenhed, styrkernes hastighed og mobilitet, sløring, hemmeligholdelse af operative planer, vildledninger af fjenden, nattemanøvrer og brug af røg på kamppladsen. I 1939 da Sovjetunionen invaderede Finland og dermed startede Vinterkrigen bar de sovjetiske styrker hvide uniformer for at falde i et med sneen.

### Konceptet i 1944
I 1944 definerede man fra sovjetisk side maskirovka som en egenskab der skal sikre egne styrker og deres rutineaktiviteter mod fjenden ved at forhindre at fjenden får indsigt i egne styrkers placering, kampberedskab, sammensætning og opgaver. Den sovjetiske holdning var at Maskirovka havde en afgørende betydning for at opnå overraskelsesmomentet og opretholde kampstyrken.

### Konceptet i 1978
I 1978 var den sovjetiske definition af Maskirovka meget lig den fra 1944, men med øget fokus på det strategiske niveau og eksplicit involverede et politisk, økonomisk og diplomatisk niveau foruden de militære mål;
 Strategisk Maskirovka foretages nationalt og i kampzonen for at lede fjenden væk fra ens egne kapaciteter, planlagte operationer. Disse foranstaltninger er, ligesom selve krigen, blot en forlængelse af det politiske spektrum, og inddrager politiske, økonomiske og diplomatiske tiltag såvel som de militære.

### Den moderne doktrin
Maskirovka er forskellig fra to andre lignende russiske begreber. Khitrost' er en feltherres personlige talent for snuhed og list som en del af hans militære virke, hvorimod Maskirovka bliver organiseret på et strategisk niveau og er ikke tillagt en personlig egenskab. Michael Handel minder om i forordet i sin bog at Sun Tzu i "Krigskunsten" skriver at vildledning er normalt og en nødvendig del af krigsførelse. Slutmålet for Maskirovka er dog overraskelse, vnezapnost', så disse to begreber er tæt forbundne.
Militæranalytikeren William Connor fortæller at begrebet Maskirovka dækker over meget mere end blot sløring og vildledning. Maskirovka dækker over et forsøg på at kontrollere fjendens handlinger og påvirke ham i den retning man ønsker. For så vidt angår Operation Bagration i 1944, argumenterer Connor for at den russiske Maskirovka-doktrin allerede inkluderede alle tre ovenstående aspekter. Forståelsen for Maskirovka udviklede sig både praktisk og doktrinært i Sovjetunionen til at omfatte strategiske, politiske og diplomatiske mål, med andre ord, altså på alle niveauer og områder. Denne forståelse er forskellig fra vestlige vildledningsdoktriner og propaganda som primært fokuserer på umiddelbare pragmatiske løsninger. Ifølge analytiskeren James Hansen, bliver Maskirovka betragtet som "en operativ kunstform der skal finpudses af eksperter i militære studier og officerer med speciale på området". I 2015 beskrev Julian Lindley-French strategisk Maskirovka som Moskvas nye "ambitionsniveau" der har til mål at destabilisere Vesten både politisk og militært.
Rent efterretningsteknisk, svarer den russiske Maskirovka-doktrin cirka til det vestlige "denial and deception-princip". United States Army's oversigt over sovjetiske militære termer fra 1955 definerer Maskirovka som "sløring, skjul og forklædning." Den Internationale Efterretningsordbog fra 1990 definerer det som GRUs begreb for vildledning. Robert Pringles Historical Dictionary of Russian and Soviet Intelligence definerer det som strategisk vildledning.  Scott Gerwehrs The Art of Darkness sammenfatter det som vildledning og Operationssikkerhed. Historikeren Tom Cubbage bemærker at Sovjetunionen har været enormt dygtige til militære vildledningsteknikker, og uagtet hvad man synes i USA, benytter man disse teknikker i både krigs- og fredstid.
I sit omfattende studie, Sovjetisk militærvildledning under 2. verdenskrig, definerer Glantz tre hovedpunkter for den russiske doktrin: Aktiv og passiv vildledning samt overraskelsesmomentet. På den sovjetiske side var vildledning en fast bestanddel af alle former for krigsførelse. At man fra samme side anså krig som en forlængelse af politik betød at vildledning kunne, og skulle overvejes i den politiske sfære hvis det skulle være effektivt.

## Begreber
I 1988 analyserede Charles Smith den sovjetiske doktrin hvor han kaldte det "en række processer designet til at vildlede, forvirre og sløre efterretninger vedrørende sovjetiske planer, mål, styrker og svagheder.".
| Navn                 | Russisk navn                                       | Modsvarende dansk begreb | Teknik og eksempler |
| -------------------- | -------------------------------------------------- | ------------------------ | --- |
| Skjul                | Skrytie / Скрытые                                  | Sløring                  | Markiser, røgskærme, sløringsnet, radiotavshed (eksempelvis konstruktion af kampvogne i en bilfabrik)                                               |
| Imitation            | Imitatjija / Имитация                              | Imitation                | Oppustelige kampvognsatrapper med radarreflektorer, snydebro skabt ved hjælp af flydende radarflektorer                                             |
| Simulation           | Simuljatsija / Симуляция                           | Simulation               | Radioskinudsendelser, attrapartilleribatteri med simuleret støj og røg.                                                                             |
| Benægtelse           | Otritsanie / Отрицание                             | Benægtelse               | Højt specialiserede enheder forklædt som lokale militser med umærkede uniformer og lokalt eller generisk udstyr. Politisk benægtelse af involvering |
| Disinformation       | Desinformatsija / Дезинформация                    | Misinformation           | Falske breve; usande informationer til medierne, upræcise kort, falske ordrer og ordrer med falske datoer.                                          |
| Vildledende manøvrer | Demonstrativnyje manevry / Демонстративные маневры | Vildledning              | Falske spor, mindre angreb der kan lokke fjenden væk fra den primære angrebsakse.                                                                   |

## I praksis

### Begyndelsen
Slaget ved Kulikovo i 1380 blev nævnt af Smith som et tidligt eksempel på god brug af vildledning. Det lykkedes russerne at holde et reserveregiment skjult i en skov samt at forklædte en bojar som Dmitrij Donskoj for at få fjenden til at bruge deres resurser på at angribe denne. Georgij Zjukov benyttede mindst tre vildledningselementer i 1939 under Slaget ved Khalkhin Gol mod Japan: Disinformation, skjul og vildledende manøvrer med falske feltbefæstninger og falske troppebevægelser. I sine erindringer beskriver Zjukov sine vildledningstaktikker og bemærkede at de virkede på armé-niveau.

### Rzjev-Vjazma, 1942
Den første russiske offensiv som havde en deciderede vildledningsoperation var Zjukovs angreb på Rzjev-Vjazma-fremspringet vest for Moskva i juli-august 1942. Offensiven bestod af to fronter, Ivan Konevs Kalinin-front fra nord og Zjukovs vestlige front med 31. og 20. armé fra syd. Zjukov besluttede sig for at simulere en troppeopbygning 200 kilometer sydpå, nær byen Jukhnov. Han skabte to falske operationshovedkvarterer i den sektor. I alt var der fire maskirovka-kompagnier, tre infanterikompagnier, 122 køretøjer, 9 kampvogne samt radioer og andet udstyr. Denne styrke byggede i alt 833 attrapkampvogne, artilleri, feltkøkkener og brændstofdepoter. De benyttede derefter det rigtige udstyr til at simulere trafik og skabe hjul- og bæltespor samt aflæsning af udstyr ved et jernbaneknudepunkt ved Mjatlevo som om at man var i færd med at forberede et angreb på Jukhnov. Hovedkvartererne udsendte falsk radiotrafik mellem falske hærstyrker og hovedkvartererne. Når Luftwaffe angreb de falske enheder besvarede de få enheder ilden og antændte en mængde brændstof for at simulere ildebrand. Vildledningen havde den umiddelbare effekt at Luftwaffe forøgede antallet af luftangreb mod jernbanen og og det falske opmarcheringsområde alt i mens de to jernbaneknudepunkter russerne reelt benyttede kunne flytte styrker og forsyninger i alt ubemærkethed. Værnemagten flyttede tre panserdivisioner og en motoriseret infanteridivision fra XL panserkorps til Jukhnov-området for at imødegå truslen fra de falske styrker. I mellemtiden havde russerne natligt opmarcheret de rigtige angrebsstyrker i tætte skovområder længere mod nord. Zjukov mente at vildledningen havde virket. Zjukovs holdning blev bekræftet af den totale mangel på tyske efterretninger om de russiske styrkeopbygninger. Man forsøgte også at anvende maskirovka ved andre, mindre, offensiver på samme front, men de var generelt dårligt planlagt og havde derfor ikke stor succes. Succesen ved Rzjev viste at maskirovka kunne være effektivt når det blev benyttet korrekt, men det var kun få russiske generaler der var i stand til at benytte maskirovka korrekt.

### Slaget om Stalingrad, 1942–1943
Hemmeligholdelse var kritisk for de sovjetiske forberedelser for Operation Uranus (indeslutningen af de tyske styrker) i slaget om Stalingrad. Historikeren Paul Adair mener at det vellykkede sovjetiske modangreb i Stalingrad i 1942 var det første bevis på Stavkaens nyfundne interesse for omfattende brug af vildledningsteknikker. Et bevis på maskirovkaens succes kom fra General Zeitzler, chefen for den tyske generalstab, som i november mente, at "russerne ikke havde nævneværdige reserver eller var i stand til at iværksætte større angreb." Dette var to måneder før den tyske 6. Armé kapitulerede.. De mange ineffektive sovjetiske angreb nord for Stalingrad støttede dette syn og var med til at få Hitler overbevist om at disse oplysninger var korrekte og Sovjetunionen ikke var i stand til at udføre den enorme knibtangsmanøvre. Russerne gjorde meget ud af hemmeligholdelsen og reducerede deres radiokommunikation. Tyskerne opdagede derfor ikke opstillingen af fem nye kampvognsarméer. Sovjetiske troppebevægelser blev kun foretaget om natten og styrkerne lå sløret og stille i om dagen på de åbne stepper.
Strategisk vildledning betød også at man forøgede militære aktiviteter langt væk, nær Moskva. I nærheden af de sovjetiske angrebsmål fødte man de tyske styrker med omfattende disinformation. Falske feltbefæstninger blev opbygget for at vildlede de tyske opklaringsstyrker. Civile indenfor 25 kilometer fra fronten blev evakueret og falske skyttegrave blev gravet rundt om landsbyerne til ære for Luftwaffe. Samtidig begyndte man at samle en større styrke af feltbroer og fartøjer langs Voronezjfloden for at antyde en fremtidig sovjetisk offensiv fra denne side. De fem rigtige broer der blev bygget til offensiven blev skjult blandt konstruktionen af sytten falske broer over Don-floden.
Syd for Stalingrad var den sydlige del af knibtangen blev 160.000 mand med 550 artilleripjecer, 430 kampvogne og 14.000 lastbiler sejler over den noget større Volga-flod om natten. I alt lykkedes det Stavka at flytte 1 million mand, 1000 kampvogne, 14.000 artilleripjecer og 1400 fly i angrebsposition uden at alarmere fjenden. På trods af Luftwaffes korrekte udpegning af en større troppeopbygning ved Don-floden, kom der ingen reaktion fra chefen for den tyske 6. armé, Friedrich Paulus. For Paulus var overraskelsen total og det lykkedes ham hverken at få fremskaffet brændstofreserver til sine styrker eller at positionere styrkerne til at imødegå det sovjetiske angreb. Historikeren David Glantz anser hemmeligholdelsen af offensiven som en af den Røde Hærs største succeser under krigen.

### Panserslaget ved Kursk, 1943
Vildledning blev iværksat i stort omfang i 1943 op til og under panserslaget ved Kursk, især på den sovjetiske steppefront under ledelse af Ivan Konev. Dette var en defensiv vildledningsoperation, da Hitler havde planlagt at angribe et russisk fremskudt frontafsnit ved byen Kursk i en knibtangsmanøvre. De sovjetiske styrker blev positioneret om natten og de blev omhyggeligt sløret i de mange forsvarslinjer i dybden der også bestod af minefelter og tusindvis af panserværnskanoner. Opbygningen og sløringen af forsvarslinjerne blev ledsaget af en lang række vildledningsmanøvrer såsom skinangreb, falske troppe- og udstyrsopbygninger, falske radiomeldinger, attrapflypladser og falske rygter. I midten af juni 1943 havde den tyske overkommando estimeret at der var 1500 sovjetiske kampvogne i det fremskudte frontafsnit, det reelt tal var imidlertid 5.100 og antallet af sovjetiske soldater blev undervurderet med 1 million mand. Føreren af den 1. sovjetiske kampvognsarmé, Mikhail Katukov bemærkede at "fjenden forventede ikke vores godt slørede kampvognsstillinger. Vi erfarede efterfølgende fra krigsfanger at det var lykkedes for os at føre vores kampvogne frem til frontlinjen uopdaget." Katukov's kampvogne var skjult i defensive feltstillinger forberedt til slaget, kun med kanontårnet over jorden. Den tyske general Friedrich von Mellenthin skrev følgende:
 De forfærdelige modangreb, hvor massive mængder materiel og soldater deltog var en ubehagelig overraskelse for os... Den fremragende russiske brug af sløring bør igen fremhæves. Vi opdagede ikke et eneste russisk minefelt eller kampvognsfælder før... den første kampvogn blev minesprængt eller når de russiske panserværnsvåben åbnede ild.

### Operation Bagration, 1944
I 1944 iværksatte Sovjetunionen operation Bagration i Hviderusland som gjorde omfattende brug af strategisk vildledning til at vildlede tyskerne omkring omfanget og målet for offensiven. Historikeren Paul Adair kommenterede "Da Stavka'en havde besluttet sig for den overordnede plan for sommeroffensiven i 1944 (kodenavn: Bagration), begyndte de at gøre overvejelser om hvorledes tyskerne kunne vildledes omkring planens mål og omfang. Nøglen til den sovjetiske maskirovka var at styrke den tyske tro på at operationen ville fortsætte langs den sydlige front". Stavkaen ønskede at være sikker på at tyskerne troede at det sovjetiske hovedangreb ville foregå sydpå. Det lykkedes dermed at binde de tyske reservestyrker syd for Pripjat-sumpene indtil kampene i nord i Hviderusland var afgjort. Det lykkedes Stavka at skjule fremrykningen af massive forsyninger af krigsmateriel og fem armeer, elleve luftkorps samt reservestyrker på 200.000 mand. Det lykkedes altså at holde stedet, styrkerne, timingen og målet for den strategiske offensiv skjult. Stavka og den røde hær benyttede maskirovka-doktrinen på tre niveauer
- Strategisk:[54] Stavka skjulte operationsområdet, antallet af enheder og den planlagte tidslinje ved hjælp af falske og synlige troppeopbygninger på flankerne før indledningen på offensiven samt andre offensiver nøje planlagt til at gå i gang på fastsatte tidspunkter for at kunne fungere som afledninger der kunne trække fjendens styrker (3 kampvognsarmeer i Ukraine) væk fra den faktiske angrebsakse i Hviderusland[18]
- Operativt: Den røde hær skjulte placeringen, størrelsen og målet for alle deltagende enheder.[55]
- Taktisk: Alle enheder slørede deres troppeopbygninger, kampvogne og kanoner.[55]

Den tyske Heeresgruppe Mitte (hvor det sovjetiske hovedangreb blev sat ind) undervurderede det sovjetiske infanteri med 40 procent, de motoriserede styrker med 300 procent. Antallet af kampvogne blev vurderet til 400-1800, men det korrekte tal var 4000-5200. Den tyske overkommando (OKH) undervurderede truslen mod armegruppen massivt og flyttede en tredjedel af armeens artilleri, halvdelen af dens panserjagere og 88% af dens kampvogne til den sydlige front hvor OKH forventede at Sovjetunionen ville angribe. Kun 580 tyske pansrede køretøjer var klar da slaget begyndte. I slaget blev Heeresgruppe Mitte næsten fuldstændigt udslettet, den fjerde armé blev indesluttet øst for Minsk, den 3. panseramé indesluttet i Vitebsk og den 9. armé omringet øst for Bobruisk. Militærhistorikeren Bruce Pirnies mener, "tyskerne blev mere omfattende vildledt forud for Operation Bagration end i perioden op til Operation Uranus [ved Stalingrad]". Pirnie konkluderer, hovedsageligt baseret på Bagration og Uranus med hensyn til andre operationer under 2. verdenskrig at de russiske vildledningsteknikker i Bagration var usofistikerede, men "intelligente og effektive". Sovjetunionen lykkedes med at forstyrre det tyske efterretningsbillede, som primært var bygget op af signalefterretning, luftfotograferinger samt agenter man lod blive tilbage under tilbagetrækning. Stavka forsøgte bevidst påvirke disse efterretningsmuligheder ved at simulere styrkeopmarcheringer et sted og samtidig foretage massive opmarcheringer i det skjulte et andet sted.
De tyske generaler formodede at Sovjetunionen var ved at løbe tør for personel, materiel og havde langt mindre industriel kapacitet end de faktisk besad. Disse formodninger passede godt ind i tankegangen om at russerne var generelt underlegne på alle punkter, og betød at tyskerne tyskerne gerne ville tro på de efterretningsrapporter som understøttede disse påstande. Derfor undervurderede man ofte de sovjetiske styrker de stod imod, hvilket fik russerne til at fortsætte og forøge misinformationsindsatsen. Pirnie peger på at det ikke var nødvendigt at man overbeviste tyskerne på alle punkter for at kunne opnå en effekt. I Hviderusland havde de tyske styrker en god ide om placeringen og timingen på Operation Bagration, men på højere niveau, Heeresgruppe Mitte og OKH, lykkedes det ikke at erkende russernes sande styrke eller deres formål med operationen. Kombinationen af "fremvisning og skjul" af styrker for at skabe et falsk situationsbillede for at vildlede fjenden var russernes mest vellykkede type vildledning.

### Cubakrisen, 1962
De sovjetiske efterretningstjenester og den Røde Hær benyttede vildledningstaktikker for at sløre deres forberedelser til Operation Anadyr, som førte til Cubakrisen, overfor USA. Ifølge CIA-analytiker James Hansen, benyttede den Røde Hær typiske taktiske vildledningsprincipper på kamppladsen oftere og dygtigere end alle andre militære styrker. De soldater der var involveret i Operation Anadyr blev udstyret med vinterudrustning og blev informeret om at de skulle til Sovjetunionens østligste regioner. Om bord på transportskibene tillod efterretningsofficerer kun de 40.000 soldater at komme på åbent dæk i døgnets mørke timer. Styrken, inklusiv et antal missiler, ankom til Cuba inden de amerikanske efterretningstjenester fandt ud af hvad der foregik. Omfattende vildledning blev et centralt omdrejningspunkt i planlægningen af operation Anadyr, fra soldaternes snesko og vinterjakker til navnet på operationen, Anadyr som er stednavne (Byen Anadyr og floden Anadyr) i det kolde sovjetiske fjernøsten. blev allerede fra planlægningsfasen. Da USA blev opmærksom på hvad der foregik fortsatte den russiske maskirovka i form af decideret benægtelse, som da den sovjetiske ambassadeansatte Georgij Bolshakov gav præsident Kennedy en "personlig besked" fra Sovjetunionens generalsekretær Nikita Krustjov som forsikrede at der "under ingen omstændigheder ville blive sendt missiler til Cuba." Hansens analyse slutter med en anerkendelse af de fordele som den sovjetiske maskirovka gav dem i 1962. Hansen anså det som sandsynligt at de amerikanske efterretningstjenester, havde de været forberedt på at se efter tegn på vildledning, ville have gennemskuet den sovjetiske plan længe før major Heysers U-2-flyvning over Cuba. Ifølge Hansen tog det fire årtier før det amerikanske efterretningssamfund forstod hele omfanget af den sovjetiske maskirovka op til Cubakrisen, især hvordan Sovjet var i stand til at sløre sandheden om missilernes formål og destination bag et massivt spin af løgne på en skala amerikanske strateger ikke kunne begribe.

### Tjekkoslovakiet 1968
Sovjetunionen gjorde omfattende brug af maskirovka mens de forberedte deres indgreb i Tjekkoslovakiet i 1968. Da man fra sovjetisk side ikke kunne standse Alexander Dubcek's reformer med trusler besluttede man at bruge magt ved hjælp af omfattende maskirovka. Man flyttede blandt andet ammunition og brændstof ud af Tjekkoslovakiet under påskud af en militær logistikøvelse og indespærrede størstedelen af landets soldater i deres kaserner i det nordlige område af Warszawapagtens indflydelsessfære. De tjekkoslovakiske myndigheder fattede derfor ikke mistanke da to fly fra Aeroflot landede midt om natten fyldt med "trænede" unge mænd. Mændene kom uhindret igennem lufthavnen og rejste direkte til den sovjetiske ambassade i midten af Prag. På ambassaden modtog de våben og returnerede til lufthavnen hvor de overtog kontrollen. De tillod med det samme yderligere fly at lande med uniformerede Spetsnaz og faldskærmstropper som overtog nøglepositioner i Prag før solopgang. Yderligere forstærkninger blev efterfølgende fragtet ind via indfaldsvejene i total radiotavshed, så vildledningen virkede på selv NATOs signalefterretningstjenester.

### Krim og Ukraine 2014
Den russiske annektering af Krim i 2014 blev i vesten beskrevet som maskirovka. BBC-reporteren Lucy Ash beskriver det: "Fem uger senere, efter at annekteringen havde fået sit gummistempel i parlamentet i Moskva, indrømmede Putin at russiske tropper havde været til stede i Krim alligevel. Men maskirovka havde virket og løgnen havde forsinket de politiske modstanderes evne til at beslutte sig." Området blev diskret besat af såkaldte "små bevæbnede grønne mænd", i militærlastbiler som kom om natten uden kendetegn så selv pro-russiske aktører ikke forstod hvad der skete. Senere er disse blevet erkendt som russiske specialstyrker, men på tidspunktet benægtede Vladimir Putin dette. Time magazine rapporterede i april 2014 at tropperne i det østlige Ukraine beskrev sig selv som kosakker, hvorimod analytikere i Ukraine og i vesten betragtede i hvert fald en stor del af dem som russiske specialstyrker. Deres slørede baggrund gjorde dem svære at håndtere og de fremstod langt mere truende. Artiklen beskrev hvordan mændenes ansigtsmasker (balaklavaer) var et klassisk tegn på militær vildledning og da en maskeret separatist blev spurgt om hvorfor de bar masker var svaret "sikke dog et dumt spørgsmål". I april 2014, rapporterede Huffington Post at "præsident Putins slagplan i Ukraine bliver klarere dag for dag på trods af Ruslands dygtige, endda fremragende brug af traditionel maskirovka.
Den efterfølgende krig i Donbas-regionen i Ukraine er også blevet beskrevet som en russisk maskirovkakampagne. På lige fod med Krim begyndte konflikten da bevæbnede "oprørsstyrker" uden militære kendetegn begyndte at erobre strategisk infrastruktur. En modsætning til situationen i Krim var dog at der her var russiske militærbaser hvorfra man nemt kunne indsætte soldater fra. Støtten for den russiske sag var ikke stor blandt lokalbefolkningen og Donbas er større og mindre isoleret end halvøen Krim. I Donbas benyttede man en vifte af vildledningsmanøvrer. Rusland sendte "humanitær bistand" til Donbas, hvoraf en række militærlastbiler der var malet hvide tiltrak sig mediernes opmærksomhed, og blev beskrevet som et "fantastisk eksempel på maskirovka" af generalmajor Davis fra US Air Force. Regulære russiske styrker er blevet fanget i Ukraine flere gange hvilket har gjort de gentagne russiske benægtelser om tilstedeværelse af russiske styrker i Donbas virker mindre og mindre troværdige.